# Agneta Lagerfeldt
Gertrud Agneta Lagerfeldt (født 18. februar 1919, død 27. januar 2013) var en svensk skuespillerinde.
Lagerfeldt blev optaget på Dramatens elevskola i 1940. Hun fik sin filmdebut i Hasse Ekmans Flammer i mørket (1942) og medvirkede derefter i 11 film indtil 1947.

## Privatliv
Hun var gift med skuespilleren Willy Peters fra 1943, som døde i 1976. Journalisten Christian Peters (født 1951) er deres søn.

## Filmografi
- Flammer i mørket (1942)
- En pige for mig (1943, ukrediteret)
- I dag bli'r min mand gift (1943)
- Ungt blod (1943)
- Som folk är mest (1944)
- Fram för lilla Märta (1945)
- En förtjusande fröken (1945)
- Brita i storbyen (1946)
- Kärlek och störtlopp (1946)
- De glade gøglere (1946)
- Får jag lov, magistern! (1947)